# 美濃町站前站
美濃町站前站（日语：／ Minomachi ekimae eki */?）是位於岐阜縣美濃市廣岡町，名古屋鐵道美濃町線的車站（廢站）。
此站為國鐵越美南線美濃町站（現時：長良川鐵道越美南線美濃市站）的轉乘站。但是由於車站較近美濃站（兩站相距0.4公里），因此此站客量較少。

## 歷史
此站是在1911年（明治44年）路線開通時還未存在。在約1923年（大正12年）開設此站。在當年，國鐵越美南線由美濃太田站延伸至此站附近，並於附近開設了美濃町站。此站就是為了連接該站而開設。後來在1946年（昭和21年）暫停營業，在1960年（昭和35年）正式廢除。在廢除前的1954年（昭和34年），國鐵美濃町站已經改名為美濃市站，而暫停營業中的此站沒有相應改名。
- 1923年（大正12年）
  - 10月5日 - 越美南線美濃太田站至美濃町站之間開通，美濃町站啟用。
  - 11月 - 美濃電氣軌道新美濃町站（後來名為美濃站）與越美南線美濃町站相距約300米。為了方便乘客，開設了美濃町站前站，讓乘客可在該站轉乘越美南線。
- 1930年（昭和5年）8月20日 - 美濃電氣軌道與名古屋鐵道（第一代。同年中改名為名岐鐵道，在1935年起再改名為名古屋鐵道）合併。成為名古屋鐵道的美濃町線車站[2]。
- 1946年（昭和21年）3月1日前 - 車站暫停營業[2]。
- 1954年（昭和29年）11月10日 - 越美南線美濃町站改名為美濃市站。暫停營業中的美濃町站前站沒有相應改名。
- 1960年（昭和35年）10月20日 - 車站被廢除[2]。

## 車站構造
截至車站廢除前，此站是地面車站，設有1面1線的相對式月台。雖然車站名為「美濃町站前站」，實際不是鄰接美濃町站，乘客需要步行2至3分鐘才可到達美濃町站。

## 相鄰車站
名古屋鐵道
美濃町線
松森－美濃町站前－美濃

## 注腳
1. ↑  今尾惠介（監修）.  7 東海. 新潮社. 2008: 51–52. ISBN 978-4-10-790025-8 （日语）.
2. 1 2 3 4 5  . 鄉土出版社（日语：郷土出版社）. 1997: 219–230. ISBN 4-87670-097-4 （日语）.
3. ↑  川島令三. . 名古屋北部・岐阜篇 1. 草思社（日语：草思社）. 1997: 173–174. ISBN 4-7942-0796-4 （日语）.